# Теятеяненг
Теятея́ненг (англ. Teyateyaneng) — город в Лесото, центр района Берья. Своё название получил от реки Тея-Теяне, протекающей в его окрестностях. Расположен на высоте 1600 метров над уровнем моря. Население на 2010 год — 27 071 человек.
Динамика изменения численности населения:
| Год  | Население |
| ---- | --------- |
| 1986 | 14 251    |
| 2001 | 22 800    |
| 2010 | 27 071    |

Среднегодовая температура воздуха — 14,2°С. Годовая сумма осадков — 692 мм. Наибольшее их количество выпадает с декабря по январь, наименьшее — с июня по август. Среднегодовая скорость ветра — 4,4 м/с.
| Показатель              | Янв. | Фев.  | Март  | Апр. | Май   | Июнь | Июль | Авг.  | Сен. | Окт.  | Нояб. | Дек.  | Год  |
| ----------------------- | ---- | ----- | ----- | ---- | ----- | ---- | ---- | ----- | ---- | ----- | ----- | ----- | ---- |
| Средняя температура, °C | 18,8 | 18,53 | 17,45 | 14,9 | 11,12 | 7,28 | 7,17 | 10,33 | 14,2 | 15,81 | 16,93 | 17,99 | 14,2 |
| Норма осадков, мм       | 113  | 98    | 95    | 62   | 29    | 13   | 10   | 18    | 28   | 64    | 72    | 90    | 692  |
| Источник: Gaisma        |      |       |       |      |       |      |      |       |      |       |       |       |      |